# Für Alina
Für Alina és una obra per a piano composta per Arvo Pärt l'any 1976. Es va estrenar el 27 d'octubre de 1976 a la Sala de Concerts Estònia de Tallinn, juntament amb altres sis obres, després d'un llarg període de silenci i preparació com a compositor. Va ser la seva primera peça a escriure en l'estil tintinnabuli.

## Origen i context
Entre 1968 i 1976, després de compondre la peça orquestral Nekrolog, primera composició estoniana dodecafonista, i Credo, on la frase cantada Credo in Jesum Christum es va interpretar com una provocació política en tota regla, el compositor es va retirar de la vida musical i social i va començar a experimentar amb diferents estils de composició.
El compositor va decidir apartar-se de l’escena musical i social per explorar nous horitzons compositius. En aquesta recerca, va trobar inspiració en el cant gregorià, les formes primitives de polifonia i el so característic de les campanes, especialment els matisos que defineixen el tintinnabuli (del llatí "campanes"). Aquest estil, basat en dues melodies gregorianes, reprodueix un ressò que recorda les campanes de les esglésies ortodoxes, un element que també es pot percebre clarament en les Variationen zur Gesundung von Arinuschka de 1977.
La creixent espiritualitat de Pärt també va tenir una influència creixent en les seves composicions d'aquest període. En aquests experiments es va esforçar per desenvolupar una nova forma de tonalitat, que ja no compartia les característiques funcionals derivades de les tradicions clàssica i romàntica. Arvo Pärt buscava una nova tradició a la qual dedicar-se. Aquesta recerca d'una nova tradició finalment es va convertir en l'estil tintinnabuli.
Für Alina, amb una durada de dos minuts, és una de les peces més curtes de Pärt però, alhora, és una de les més significatives de tota la seva carrera. La va compondre per la filla de 18 anys d'una família amiga que s'havia trencat i Alina va anar a Londres amb el seu pare. El treball, tot i que dedicat a la filla, era en realitat un treball de consol per a la mare de la noia, que s'havia quedat sola.
Tot i que se sol afirmar que la composició és de l'any 1976, el musicòleg Saale Kareda va trobar un esbós gairebé complet de Für Alina en una llibreta de Pärt, datada el 7 de febrer de 1975.